# HabCat
Le Catalogue de systèmes stellaires habitables (HabCat ou Catalog of Nearby Habitable Systems en anglais) est un catalogue de systèmes stellaires susceptibles d'accueillir des planètes habitables. La liste a été développée par Jill Tarter et Margaret Turnbull sous les auspices du projet Phoenix du programme SETI.
La liste est basée sur le catalogue Hipparcos (qui contient 118 218 étoiles) en tenant compte d'un grand nombre de propriétés des systèmes. La liste contient actuellement 17 129 "HabStars" (étoiles habitables).